# アムリタ大学
アムリタ大学（アムリタだいがく、英: Amrita Vishwa Vidyapeetham、Amrita University）は、インド・タミル・ナードゥ州のコーヤンブットゥールに本部を置く私立のみなし大学である。1994年に設立された。
インド政府の国内に存在する高等教育機関を評価する機関であるNAACからA++グレードの評価を受けている。現在、タミル・ナードゥ州、ケーララ州、アーンドラ・プラデーシュ州、カルナータカ州に7つのキャンパスと16の構成校があり、本部はタミル・ナードゥ州コーヤンブットゥールのエティマダイ（Ettimadai）に置かれている。
工学と技術、医学、ビジネス、芸術と文化、科学、バイオテクノロジー、農業科学、健康科学、アーユルヴェーダ、歯学、薬学、看護学、ナノサイエンス、商学、人文社会科学、法学、文学、精神研究、哲学、教育学、持続可能な開発、マスコミュニケーション、ソーシャルワークなどの合計207の学部課程のほか、大学院、統合学位、ダブルディグリー、博士課程のプログラムを提供している。
インド政府によるNational Institutional Rank Framework（NIRF）2021によると、インドで5番目に優れた大学にランク付けされており、2021年のTHE世界大学ランキング ImpactRankingsによっても、世界で81位にランクインしている。

## 歴史
アムリタ大学は、1994年、コーヤンブットゥールにマーター・アムリターナンダマイーによってアムリタ工科学校（Amrita School of Engineering）として設立され、以来彼女が創設した国際人道組織であるMata Amritanandamayi Mathによって運営されている。
2002年には、アムリタプリとバンガロールにそれぞれ2つのキャンパスが開設された。
2003年、University Grants Commission（UGC）から、大学として認定された。

## ランキング
2021年のTHE世界大学ランキングで世界で801～1000位にランクされた。2020年のQS世界大学ランキングでは、アジアの261～270位にランク付けされた。インド国内の大学の中では5位、総合カテゴリで12位、工学分野で16位、薬学分野で12位、歯学分野で13位、研究分野で29位。
2019年、National Institutional Ranking Framework（NIRF）から、インスティテュート・オブ・エミネンス（Institutes of Eminence）のステータスを付与された。